# Fumarola

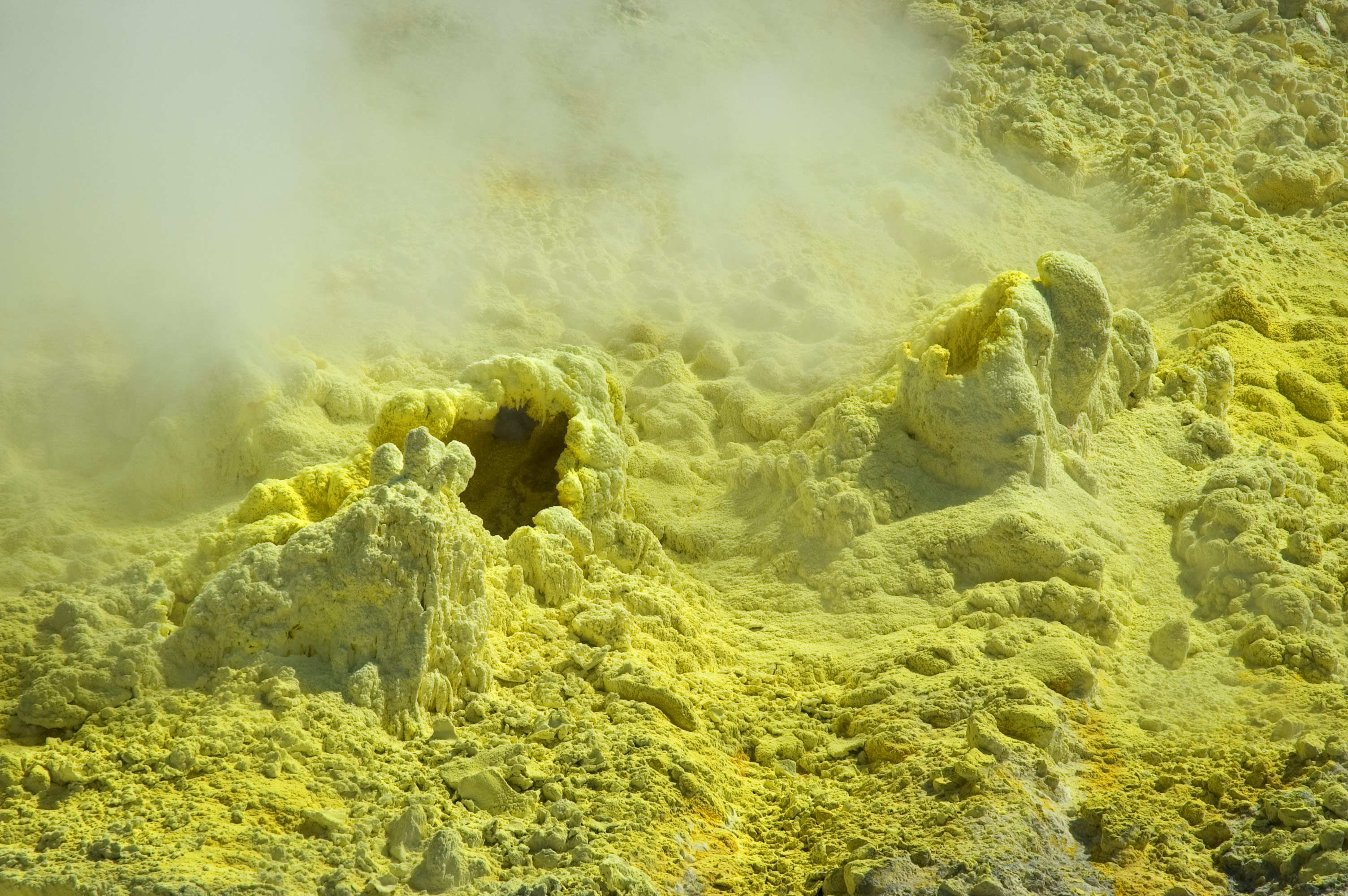
Kénes fumarolák, Whakaari/White sziget, Új-Zéland

A fumarola (latin fumus, füst) olyan nyílás a földkérgen, vagy más égitest kérgén, amelyen keresztül gőz és gázok (szén-dioxid, kén-dioxid, sósav, kén-hidrogén, bórsav, alunit, ammónia) törnek a felszínre.
A fumarolából kitörő vízgőz hőmérséklete általában 200-900 °C. A szabad levegőn a vízgőz kondenzálódik, az ásványi anyagok és a szennyeződések jó része kiválik belőle, innen a gomolygó füst.

## Csoportosításuk
Kémiai összetételük szerint osztályozva a fumarolákat sós (száraz, forró), savanyú, lúgos, tisztavizes (szén-dioxiddal vagy anélkül) csoportokra osztják. Az olasz nyelv szicíliai nyelvjárásból származik a szolfatára név, amely a kénes gázokat kibocsátó fumarolákra utal. A szén-dioxidos fumarola a mofetta.

## Elhelyezkedésük
A fumarolák kis repedésekben és nagy hasadékokban is előfordulhatnak, véletlenszerű csomókban, vagy mezőszerűen és lávakifolyások vagy vastag piroklasztikus lerakódások tetején. A fumarolamező forróvizes források és gázkitörések olyan mezeje, amely alatt magma vagy izzó kőzetek helyezkednek el kis mélységben, amelyek gázokat bocsátanak ki, vagy vízzel érintkeznek. A talajvíz a fumarolában olyan forró vizes forrást alkot, amely a hőhatás következtében elpárolog, mielőtt a felszínre érne. 

## Példák
A Föld fumarola-tevékenységére jó példa a híres Tízezer Füst Völgye, amelyet az alaszkai Novarupta vulkán kitörése hozott létre 1912-ben. Kezdetben a kitörés után lehűlő vulkáni hamuban ezrével voltak fumarolák, de a legtöbb azóta már nem működik. A fumarolák évtizedekig, vagy akár évszázadokig is kitarthatnak, ha állandó hőforrás van alattuk, de akár hetek vagy hónapok alatt is eltűnhetnek gyorsan hűlő vulkáni lerakódás tetején. A Yellowstone Nemzeti Parkban mintegy 4000 fumarola van.
Az olaszországi Larderello fumaroláiban fedezték fel 1895-ben a héliumot, amit addig csak a Napra jellemző elemnek véltek. A világ első földhő-erőművét (geotermikus) is Larderellóban építették. Hasonlók működnek Izlandon és Új-Zélandon is.